# Сижефреду-Пашеку (Пиауи)
Сижефреду-Пашеку (порт. Sigefredo Pacheco) — муниципалитет в Бразилии, входит в штат Пиауи. Составная часть мезорегиона Северо-центральная часть штата Пиауи. Входит в экономико-статистический микрорегион Кампу-Майор. Население составляет 9619 человек на 2010 год. Занимает площадь 1032,848 км². Плотность населения — 9,31 чел./км².

## Демография
Согласно сведениям, собранным в ходе переписи 2010 г. Национальным институтом географии и статистики (IBGE), население муниципалитета составляет:
| Полное население                               | Полное население                               | Полное население                               | Полное население                               | 9619  |
| ---------------------------------------------- | ---------------------------------------------- | ---------------------------------------------- | ---------------------------------------------- | ----- |
| в том числе:                                   | Городское население                            | 3176                                           | Процент городского населения, %                | 33,02 |
|                                                | Сельское население                             | 6443                                           | Процент сельского населения, %                 | 66,98 |
|                                                | Мужское население                              | 4972                                           | Процент мужского населения, %                  | 51,69 |
|                                                | Женское население                              | 4647                                           | Процент женского населения, %                  | 48,31 |
| Плотность населения, чел/км²                   | Плотность населения, чел/км²                   | Плотность населения, чел/км²                   | Плотность населения, чел/км²                   | 9,31  |
| Население муниципалитета в % к населению штата | Население муниципалитета в % к населению штата | Население муниципалитета в % к населению штата | Население муниципалитета в % к населению штата | 0,31  |

По данным оценки 2016 года, население муниципалитета составляет 9854 жителя.

## Статистика
- Валовой внутренний продукт на 2003 год составляет 12 456 354,00 реалов (данные: Бразильский институт географии и статистики).
- Валовой внутренний продукт на душу населения на 2003 год составляет 1352,19 реалов (данные: Бразильский институт географии и статистики).
- Индекс развития человеческого потенциала на 2000 год составляет 0,582 (данные: Программа развития ООН).